# Trường trung học số 2 ở Wrocław
Trường trung học số 2 ở Wrocław (tiếng Ba Lan: II Liceum Ogólnokształcące we Wrocławiu, hoặc II Liceum Ogólnokształcące im. Piastów ląskich we Wrocławiu) - một trường trung học công lập ở Wrocław, Ba Lan, được đặt theo tên của Silesian Piasts, một phần của Khu liên hợp trường trung học số 22, tọa lạc tại Phố Parkowa 18-26. Được xây dựng vào năm 1929 với tên là Phòng tập thể dục của Mary Magdalene.
Ngay sau Thế chiến II, tòa nhà đã được định sẵn là trường trung học cơ sở và trung học, và ngay sau khi cải cách giáo dục - sáp nhập vào một trường trung học. Sau nhiều năm hoạt động, nó đã có được danh tiếng, nhờ sự cố gắng hết sức của người cố vấn dài hạn cho Thể thao Trường học và giáo viên thể dục của trường Adam Dotzauer, là một trường thể thao, và sau đó là một danh hiệu của Mastery Sport School (Szkoła mistrzostwa sportowego).

## cựu sinh viên đáng chú ý
- Wanda Rutkiewicz - vận động viên leo núi người Ba Lan, người phụ nữ đầu tiên lên đỉnh K2 thành công,
- Kinga Preis - nữ diễn viên Ba Lan,
- Giáo sư Andrzej Pękalski, TS. - Nhà vật lý người Ba Lan, giáo sư tại Đại học Wrocław,
- Maciej Popowicz - người tạo ra Nasza-klasa.pl,
- Andrzej Siemieniewski - Giám mục phụ tá của Wrocław, giáo sư thần học,
- Giáo sư Jan Sobchot, TS. - Nhà vật lý người Ba Lan, giáo sư tại Đại học Wrocław,
- Andrzej liwak - nhà biên kịch phim truyền hình và điện ảnh Ba Lan,
- Giáo sư Tadeusz Piotrowski, TS. - Nhà ngôn ngữ học Ba Lan,
- Jacek Kalinowski - cầu thủ bóng rổ và huấn luyện viên,
- Jacek Krawchot - vận động viên bơi lội, giành giải vô địch Ba Lan, tham gia Thế vận hội mùa hè năm 1968 tại Mexico,

và nhiều vận động viên khác.